# Khoai mỡ
Khoai mỡ, (danh pháp hai phần: Dioscorea alata) là một loài thuộc chi Củ nâu Dioscorea. Đây là loại dây leo cho củ được trồng nhiều ở Ấn Độ, Malaysia, Châu Phi. Đây là loại khoai được trồng làm cây lương thực rất lâu đời. Một số loài khác của Dioscorea cũng được con người trồng, hoặc khai thác từ cây dại để sử dụng như một loại lương thực như: D. esculenta Burk. (khoai từ), D. hispida Dennt. (củ nần), D. pierrel Prain. (củ từ nước), D. bulbifera Linn. (khoai dai).
Trên thế giới, khoai mỡ được xem là một trong những loại cây lương thực quan trọng. Khoai mỡ có thể dùng trong nhiều món ăn quen thuộc như luộc, chiên, hay nấu canh, hấp bánh và mang lại khá nhiều lợi ích cho sức khỏe. Theo Bộ Nông nghiệp Hoa Kỳ, khoai mỡ là một nguồn dồi dào kali, giúp duy trì huyết áp ổn định. Trên thế giới, cây khoai mỡ được trồng ở 3 vùng chính: Tây Phi, khu vực biển Thái Bình Dương (kể cả Nhật Bản) và các nước trong vùng biển Caribê. Tại Việt Nam, khoai mỡ cũng được trồng làm cây lương thực ở khá nhiều nơi trong đó có tỉnh Long An, là một trong những nơi có diện tích khoai mỡ lớn và tập trung nhất. Khoai mỡ là loại dây leo, thân mềm, có sức sống tốt.
Tại Việt Nam, khoai mỡ còn có tên khác là  khoai vạc, củ cái, củ mỡ, củ cầm, củ đỏ, củ tía, củ đầu, khoai tía, khoai ngà, khoai long, khoai bướu, khoai trút, khoai ngọt. Củ mỡ có nhiều giống như củ mỡ bò, củ mỡ đỏ, củ mỡ năm, khoai mỡ tía, củ mỡ tím, củ mỡ trắng, mỡ trắng nhẵn... Một số giống thuộc loài Dioscorea alata cũng được gọi là củ từ như các giống củ từ rắn, củ từ canh, củ từ trắng, củ từ tía hoặc được gọi là củ vạc như các giống vạc ngà, vạc vồng.

## Canh tác
Tại Việt Nam, khoai mỡ được trồng nhiều ở khắp vùng nông thôn để lấy củ ăn. Khoai mỡ bắt đầu vụ thu hoạch vào cuối tháng 7, đầu tháng 8 âm lịch hàng năm và lấy giống trồng vụ mới. Khoai mỡ ở Việt Nam có hai loại: ruột trắng và ruột tím. Loại ruột trắng có giống Mộng Linh, củ chùm, nặng ký (từ 4– 5 kg/củ), năng suất cao. Loại ruột tím lại chia ra giống tím than và tím bông lau, loại này củ suông, dài, tuy củ nhỏ hơn loại ruột trắng nhưng ăn ngon, khi chế biến thành món ăn màu sắc cũng đẹp hơn nên được thị trường ưa chuộng.
Khoai mỡ được trồng bằng củ và có thể trồng theo kiểu độc canh. Tuy nhiên để hạn chế các loại bệnh hại nên trồng khoai mỡ luân canh với một số cây trồng khác. Điều kiện môi trường tốt cho sinh trưởng của khoai mỡ là mùa mưa kéo dài và lượng mưa đạt tối thiểu là 1500 mm, nhiệt độ trung bình khoảng 30°C, đất tơi xốp và tầng canh tác dày. Thông thường một vụ khoai mỡ có thời gian kéo dài từ 4 tháng rưỡi nếu là khoai thương phẩm, đến 6 tháng nếu là khoai để giống.
Sau cây lúa và một số loại cây khác khoai mỡ được xem là một trong những loại cây đặc sản, chủ lực trong cơ cấu nông nghiệp ở một số nơi tại Việt Nam đặc biệt phù hợp với vùng đất phèn ở khu vực Đồng Tháp Mười. Cuối tháng 7, đầu tháng 8 âm lịch hàng năm là lúc vào mùa thu hoạch khoai mỡ và chuẩn bị trồng vụ mới. Khoai mỡ khó trồng hơn cây khóm vì khoai thường gặp sâu bệnh.

## Công dụng
Khoai mỡ tốt cho những người bị bệnh lý về tim mạch thường có hàm lượng homocysteine cao, gây tổn hại cho thành mạch máu. Vitamin B6 chứa trong khoai mỡ có thể giúp cơ thể phá vỡ homocysteine, ngăn ngừa bệnh tim và đột quỵ. Ngoài ra, trong khoai mỡ còn dồi dào nguồn mangan giúp hỗ trợ cho sự chuyển hóa carbohydrate, điều tiết sản xuất năng lượng cho cơ thể.
Bên cạnh đó, khoai mỡ cũng giúp kiểm soát được đường huyết trong máu và trọng lượng cơ thể nhờ chứa nhiều chất xơ và cacbohydrat phức hợp. Điều này có nghĩa là những loại đường tự nhiên chứa trong khoai mỡ khi vào cơ thể sẽ tiêu hóa ở tốc độ chậm hơn và giúp cảm thấy no lâu hơn. Hàm lượng chất xơ cao không chỉ có lợi cho quá trình tiêu hóa, mà còn có tác dụng giảm cân, giúp phân bố đều trọng lượng nên đây cũng là thực phẩm rất thích hợp cho những người muốn giảm béo.
Khoai mỡ cũng rất tốt cho phụ nữ tuổi mãn kinh vì giúp giảm những triệu chứng khó chịu của phụ nữ trong giai đoạn này. Khoai mỡ cũng là thực phẩm lợi tiểu nên có tác dụng chống viêm nhiễm, đặc biệt là viêm nhiễm đường tiểu, bàng quang, giảm đau bụng, đau thần kinh, chống căng cơ, chuột rút.

## Sử dụng, chế biến

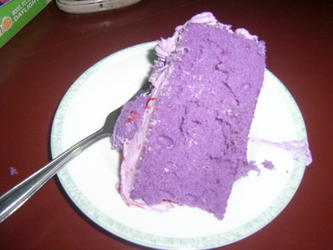
Bánh khoai mỡ Ube halaya, món ăn của người Philippines

Người Việt dùng khoai mỡ tím nấu xôi, làm bánh, chiên giòn, nấu cháo, nhưng phổ biến và dễ làm nhất là nấu canh ăn trong bữa cơm hằng ngày. Khoai mỡ nấu canh với thịt (heo) bằm nhuyễn, tôm khô hoặc tép đồng còn tươi, nhất là nấu với tép tươi
Khoai mỡ là món ăn mộc mạc, dân dã ở nông thôn, càng chế biến cầu kỳ nó càng mất mùi vị đặc trưng của khoai mỡ, nên càng kém ngon. Thường có hai cách nấu canh khoai mỡ. 
- Phi một chút dầu (mỡ) với tỏi đập dập, rồi cho thịt (tôm, tép) vào xào sơ qua cho săn để tránh mùi tanh. Nêm bột ngọt, muối (tùy khẩu vị) vào đảo đều rồi trút ra cái tô để đó. Lấy một cái nồi khác, đổ chừng hơn một tô lớn nước lã vào, bắc lên bếp nấu cho nước sôi lên, rồi cho khoai đã đập dập vào nấu. Đến khi thấy nước canh đục lại, còn miếng khoai nhạt màu tím hơn, trong hơn ban đầu là khoai chín. Đổ phần thịt (tôm, tép) xào lúc nãy vào nồi canh, chờ sôi lên, hớt bọt kỹ, cho thêm rau mùi đã cắt nhỏ vào. Đợi canh sôi lên lần nữa, thấy rau chín là nhắc nồi xuống.
- Xào thịt bằm (tôm, tép) trước, nêm gia vị rồi đổ tô nước lã vào nồi đang xào. Đậy nắp chờ nước sôi lên, hớt bọt kỹ xong cho khoai vào, nấu cho đến khi khoai chín cho rau vào, sôi lại lần nữa là nhắc xuống ăn được . Cách này nấu nhanh hơn, tuy nhiên, màu canh sẽ không tươi đẹp vì nó bị màu vàng vàng của mỡ tỏi xào ban đầu dính nồi hòa vào, nhưng ăn thì chất lượng canh như nhau.

Công thức chế biến chung là khoai mỡ cạo vỏ, rửa sạch rồi cắt củ khoai làm hai theo chiều dọc. Dùng muỗng canh ăn cơm thường ngày cạo ngay chính giữa ruột củ khoai, cho đến khi mỏng ra đến tận vỏ không thể cạo được, mới lấy dao đập bẹp phần khoai. Khoai càng nát thì càng cho độ nhớt nhiều. Nấu nồi nước sôi thặt nhiều, nêm chút muối, bột ngọt rồi cho khoai vào nấu sôi lên, cho rau mùi vào là nhắc xuống. Hiện nay, kiểu nấu canh khoai mỡ này, vẫn tồn tại ở những quán cơm bình dân, cơm bụi.